# Fritz Schulz (Fußballspieler)
Rudolph Otto Fritz Schulz (* 9. November 1886 in Berlin; † 5. März 1918) war ein deutscher Fußballspieler. Am 4. April 1909 bestritt er sein einziges Länderspiel für die A-Nationalmannschaft, die in Budapest gegen die Nationalmannschaft Ungarns ein 3:3-Unentschieden erzielte.

## Karriere

### Vereine
Schulz gehörte dem BFC Hertha 92 von 1898 bis 1918 an; zuerst im Verband Berliner Ballspielvereine als Stürmer und danach im Verband Brandenburgischer Ballspielvereine. In der Saison 1905/06 sicherte er sich mit seiner Mannschaft mit einem Punkt Vorsprung vor dem BFC Preussen erstmals den Berliner Meistertitel. Damit war er mit der Mannschaft als Teilnehmer an der Endrunde um die Deutsche Meisterschaft qualifiziert. In dieser kam er am 29. April 1906 beim 7:0-Viertelfinalsieg gegen den SC Schlesien Breslau in Dresden zu seinem ersten Endrundeneinsatz. Das Halbfinalspiel am 6. Mai 1906 auf dem Viktoria-Platz in Mariendorf, das er ebenfalls bestritt, ging mit 2:3 gegen den späteren Deutschen Meister VfB Leipzig verloren. Gemeinsam mit Willi Zargus und Paul Wopp bildete er die Hertha-Läuferreihe, was aber letztendlich gegen die Qualität der VfB-Leistungsträger Johannes Schneider, Camillo Ugi, Karl Uhle und Heinrich Riso nicht ausreichte.
Welche Spielanteile der Mann auf der linken Spielfeldseite – Linksaußen, linker Außenläufer, linker Verteidiger – an den Kriegsmeisterschaften 1915, 1917 und 1918 später noch hatte, lässt sich aus der vorliegenden Literatur nicht nachvollziehen.

### Auswahlmannschaften
Am 4. April 1909 bestritt er sein einziges Länderspiel für die A-Nationalmannschaft, die in Budapest gegen die Nationalmannschaft Ungarns ein 3:3-Unentschieden unter der Leitung von Schiedsrichter Hugo Meisl erzielte. Schulz stürmte auf Linksaußen und mit Vereinskollege Herbert Hirth kam ein weiterer Herthaner als rechter Verteidiger zum Einsatz, ebenfalls zu seinem einzigen, womit die beiden die ersten Nationalspieler in der Vereinsgeschichte des seit 7. August 1923 unter dem Namen Hertha BSC geführten Vereins wurden. Mit Ernst Poetsch, Paul Hunder, Edwin Dutton und Willi Worpitzky vertraten noch vier weitere Spieler den Berliner Fußball in Budapest. Der DFB hatte einen Doppelländerspieltag angesetzt; zeitgleich trat eine Auswahl mit süddeutschen Spielern in Karlsruhe gegen die Schweiz an und erreichte mit einem 1:0 den ersten Sieg für die deutsche Fußballnationalmannschaft.
Der Allrounder auf der linken Seite vertrat Berlin und Brandenburg auch in den Spielen um den Kronprinzenpokal. In der Saison 1908/09 stürmte er auf Linksaußen an der Seite des linken Verbinders Helmut Röpnack bei einem 4:1-Erfolg am 21. Februar 1909 im Halbfinale in Hamburg gegen Norddeutschland. Im Endspiel am 18. April 1909 in Berlin gegen Mitteldeutschland (1:3) war er nicht im Einsatz. Das Endspielerlebnis folgte ein Jahr später: Am 10. April 1910, wiederum in Berlin, stand er mit seinen Berliner Mitspielern gegen Süddeutschland im Endspiel. Berlin trat in der Läuferreihe mit Ernst Poetsch und den zwei Herthanern Waldemar Köckeritz und Schulz an und vertraute im Angriff auf die Torgefährlichkeit  der Angreifer Erich Kirsten, Otto Dumke, Willi Worpitzky, Edwin Dutton und Otto Thiel. Die Süddeutsche Auswahl war um Max Breunig, Karl Burger, Karl Wegele, Fritz Förderer und Eugen Kipp formiert. Nach dramatischem Spielverlauf setzte sich Süddeutschland in der Verlängerung mit 6:5 gegen Berlin durch.

## Erfolge
- Berliner Meister 1906

## Sonstiges
Er war Schriftsetzer von Beruf, wurde zum Militärdienst einberufen und fiel im letzten Jahr des Ersten Weltkriegs am 5. März 1918.